# Huracan (Achterbahn)
Huracan im Freizeitpark Belantis (Leipzig, Deutschland) ist eine Stahlachterbahn mit fünf Inversionen, die am 26. Juni 2010 eröffnet wurde. Nach Flucht von Novgorod ist Huracan die zweite Achterbahn vom Modell Euro-Fighter des Herstellers Gerstlauer Amusement Rides in Deutschland.

## Geschichte
Ursprünglich war die Achterbahn für den F1-X-Park in Dubai bestimmt. Da dieser jedoch nicht realisiert wurde, konnte Belantis das Fahrgeschäft zu einem günstigen Preis erwerben. Die Anlage war bereits fertig konzipiert, und selbst die rote Farbe der Schienen lässt sich auf die ursprüngliche Bestimmung zurückführen.
Bis zur Eröffnung der Achterbahn Takabisha im japanischen Freizeitpark Fuji-Q Highland im Jahr 2011 hatte keine Achterbahn vom Typ Euro-Fighter mehr Inversionen als Huracan.

## Fahrt
Die 560 m lange Strecke erreicht eine Höhe von 32 m und besitzt einen 97° steilen First Drop, auf dem die Wagen eine Höchstgeschwindigkeit von 85 km/h erreichen. Außerdem wurden fünf Inversionen verbaut: eine Zero-g-Roll, eine Cobra-Roll, welche aus zwei Inversionen besteht, und Interlocking Corkscrews.

## Wagen
Huracan besitzt sechs Wagen mit Platz für jeweils sechs Personen (drei Reihen à zwei Personen). Die Reihen sind so angeordnet, dass alle Fahrgäste das Gefühl bekommen, in der ersten Reihe zu sitzen, weil die Schienen im Blick sind. Im Regelbetrieb werden mit Rücksicht auf die Streckenlänge aber auch die nötige Abfertigungszeit meist zwei bis drei Wagen eingesetzt. Als Rückhaltesystem kommen Schulterbügel zum Einsatz.

## Galerie

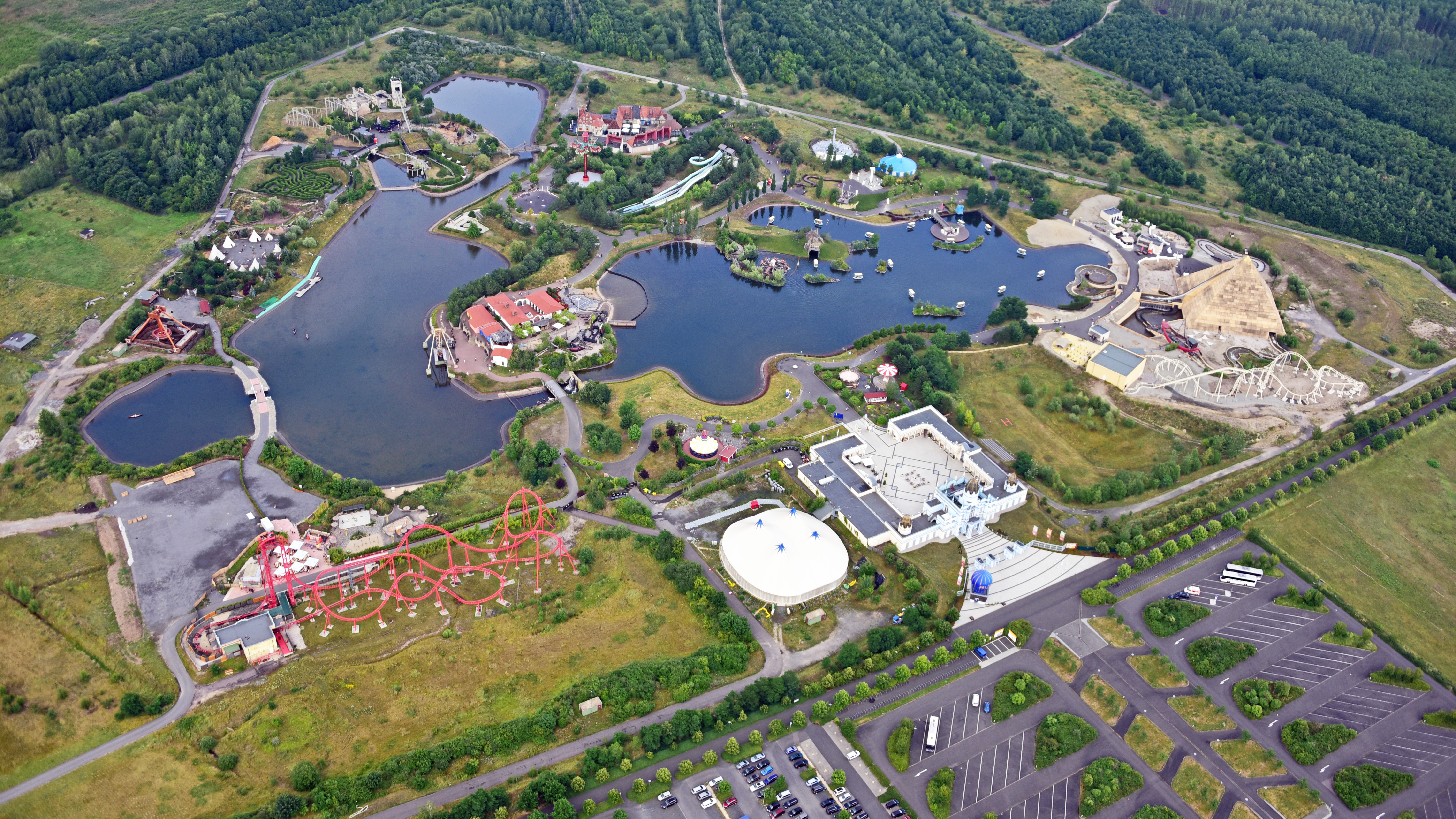
Lage von Huracan in Belantis (unten links)
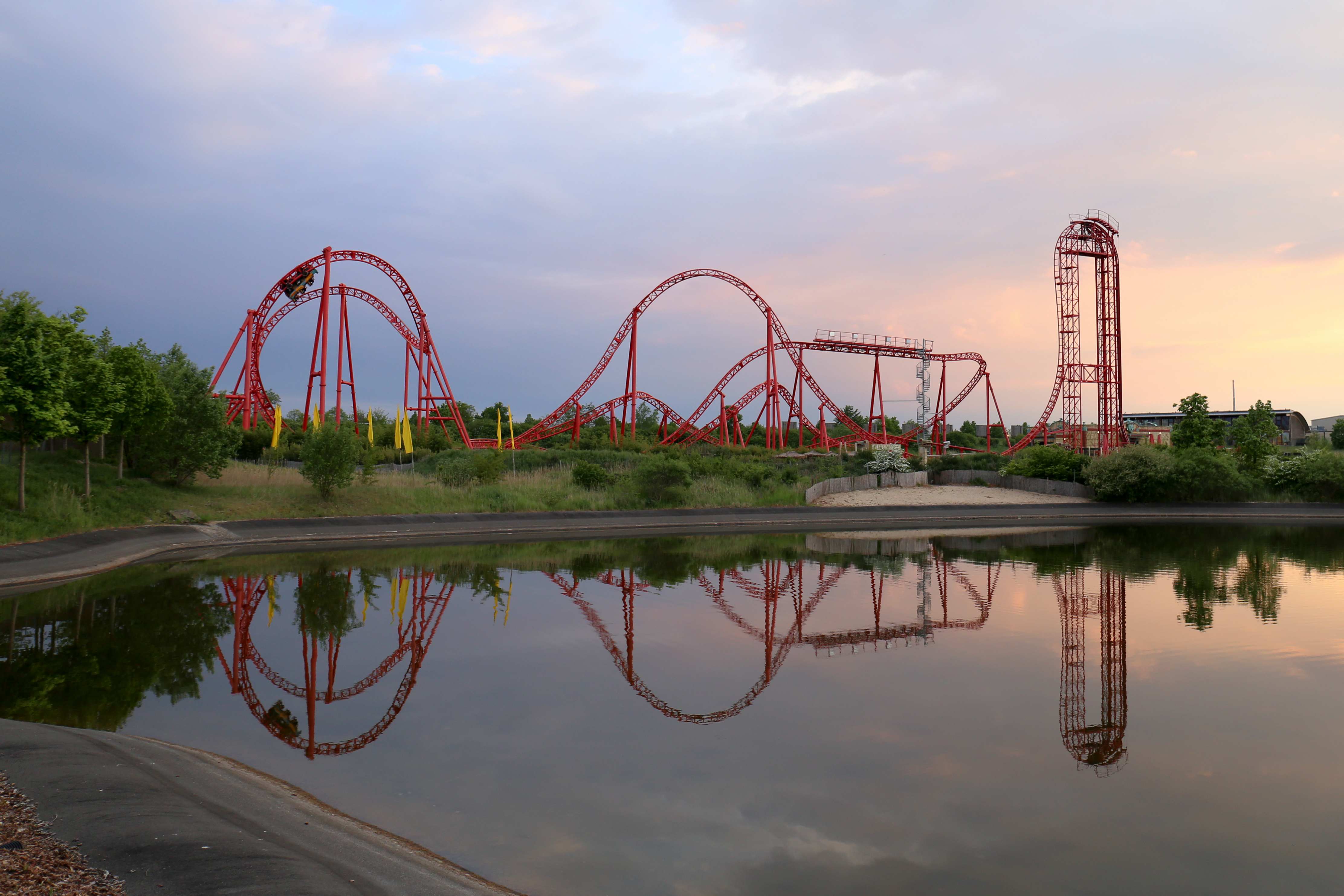
Huracan (2016)
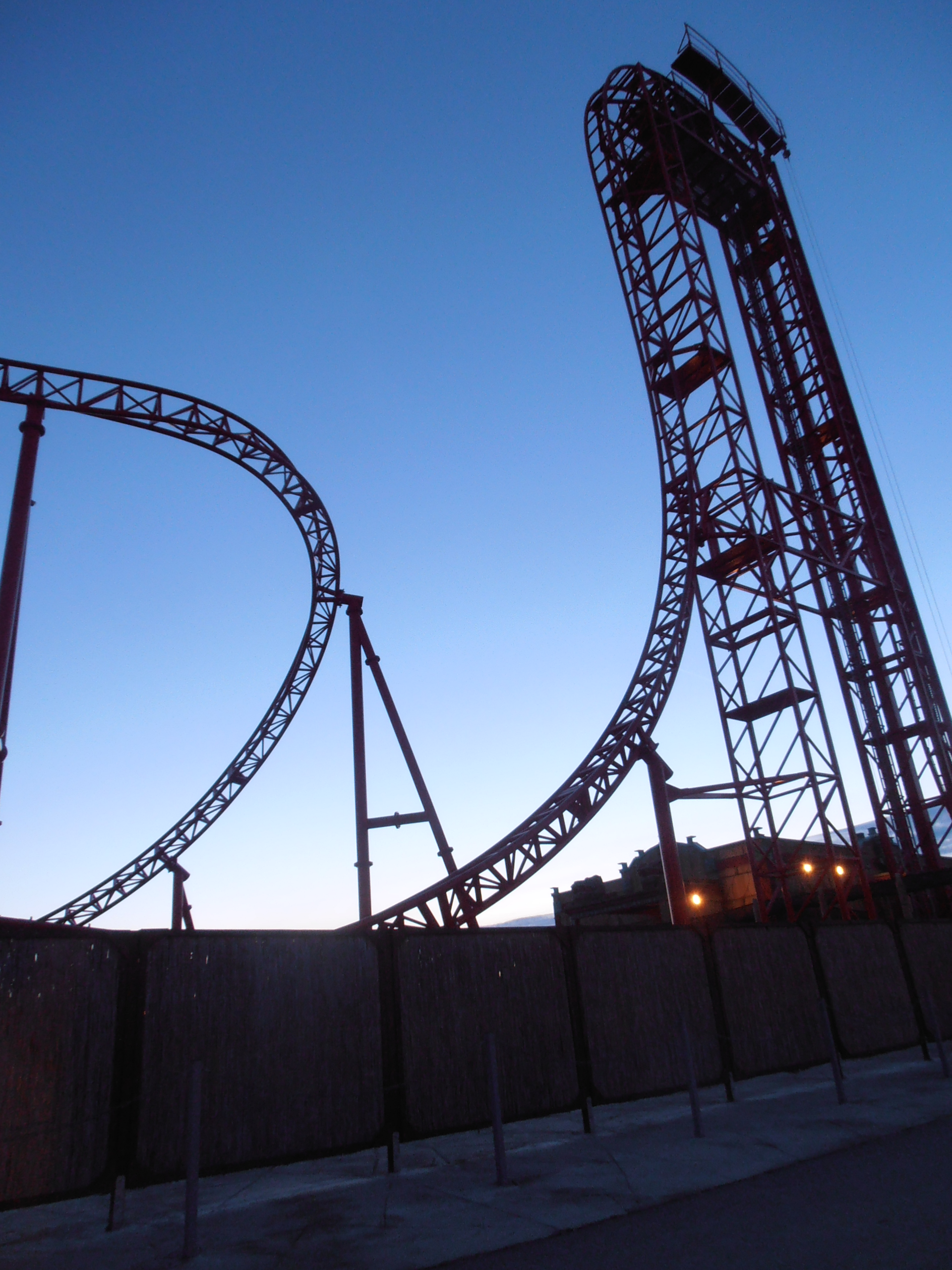
First Drop